# Villers-Bocage, Calvados

Villers-Bocage este o comună în departamentul Calvados, Franța. În 1 ianuarie 2022 avea o populație de 3.113 de locuitori.